# Pakuły (województwo świętokrzyskie)
Pakuły – wieś w Polsce położona w województwie świętokrzyskim, w powiecie koneckim, w gminie Radoszyce.
| SIMC    | Nazwa  | Rodzaj    |
| ------- | ------ | --------- |
| 0264911 | Budaki | część wsi |
| 0264928 | Górka  | część wsi |

W latach 1975–1998 miejscowość administracyjnie należała do województwa kieleckiego.
Wierni Kościoła rzymskokatolickiego należą do parafii Świętych Apostołów Piotra i Pawła w Radoszycach.